# Magnus II Henriksen di Svezia
Magnus II Henriksen (Danimarca, 1130 – Örebro, 1161) fu re di Svezia dal 1160 al 1161, riconosciuto poi come usurpatore.
Figlio di Henrik Skatelår, fu l'ultimo re della dinastia di Stenkil in Svezia, sua madre era Ingrid Ragvaldsdotter, nipote del re Ingo I di Svezia. Suo padre Henrik era figlio illegittimo del re danese Svend II.

Magnus, fu uno dei sovrani che rivendicò il trono svedese, ed assassinò Erik il Santo mentre usciva dalla chiesa di Uppsala. Egli regnò in quasi tutta la Svezia, fino a quando non venne assassinato da una guardia di Carlo VII, suo rivale.